# Carla Carrillo
Carla Carrillo (Ciudad de México, 14 de febrero de 1986) es una actriz y modelo mexicana. Ha participado en telenovelas como Pobre diabla (2009), Huérfanas (2011), Amor cautivo (2012), y más recientemente en la serie de televisión El Chema.

## Carrera
Carla ingresó en el CEFAT estudiando actuación y modelaje. Comenzó en 2005 en la telenovela Top Models, en 2009 participó en la telenovela Pobre Diabla. Después protagonizó Huérfanas en 2011 junto con Ana Belena y Fernando Alonso. En 2012 y 2013 participó en Amor cautivo y Hombre tenías que ser, en 2014 protagonizó Las Bravo, junto con Edith González y Mauricio Islas, en 2016 protagonizó El Chema junto con Mauricio Ochmann. Carla Ha estado en diversas obras, entre ellas “la mujer de mi vida” . Su hija, Regina no ha dudado en seguir sus pasos, ya que tuvo la oportunidad de hacer el papel de su mamá en su etapa de niña (Amanda Almenar). Carla forma parte de la Bioserie de José José, la cual se estrenó con éxito y cuenta con la participación de Itatí Cantoral . Carla estará en el elenco principal de la Bioserie de Alejandra Guzmán con el personaje de “Renata Moreno”. En 2018 se integra a la telenovela de Televisa, Mi marido tiene más familia.

## Filmografía

### Televisión
- 2005 — Top Models..... Sol Katsmann
- 2006 — Campeones de la vida..... Carla Duarte
- 2007 — Se busca un hombre..... Gloria
- 2008 — Secretos del alma..... Carolina
- 2009 — Pobre diabla..... María Angelica Soto "La Pelusa"
- 2011 — Huérfanas...... Melina Montemayor Allende
- 2012 — Amor cautivo...... María Victoria "Marivi" Bustamante Arizmendi
- 2013 — Hombre tenías que ser..... Julieta Almada
- 2014 — Las Bravo..... Roberta Bravo Díaz
- 2016 — Un día cualquiera
- 2016 — El Chema ..... Amanda Almenar
- 2018 — Jose José el principe de la canción..... Zulema
- 2018-2019 — Mi marido tiene familia ..... Grecia Flores
- 2019 — La Guzmán..... Renata Moreno
- 2020 — Decisiones: unos ganan, otros pierden ..... Martha Reyes
- 2021-2022 — Un día para vivir .... Ana / Valentina[4][5]
- 2022 — Rutas de la vida .... Belinda[6]
- 2023 — Lo que callamos las mujeres
- 2024 — El Señor de los Cielos .... Amanda Almenar[7]